# Matawan
Matawan ist eine kleine Gemeinde in Monmouth County, New Jersey. Das U.S. Census Bureau ermittelte bei der Volkszählung 2020 eine Einwohnerzahl von 9565.
Ortsgründung war am 28. Juni 1895.

## Geschichte
Im Juli 1916 ereigneten sich in der Umgebung von Matawan drei der Haiangriffe an der Küste von New Jersey (1916), die damals in der ganzen Nation Aufsehen erregten. Zwei der drei Opfer, die alle im Matawan Creek schwammen, kamen dabei ums Leben. Bis heute zählen diese Haiangriffe zu denen, die sich am weitesten im Inland ereignet haben. Es ist wissenschaftlicher Konsens, dass nur Bullenhaie oder ein Weißer Hai für diese Angriffe in Frage kommen.

### Historische Objekte
- An der Main Street auf Nummer 94, befindet sich das historische Major John Burrowes Mansion.

## Sonstiges
Derzeit werden Anstrengungen unternommen, die lokale Wirtschaft wiederzubeleben, indem man versucht, das Leben in traditionellen Orten mit einer dichten Besiedelung zu betonen. Matawan liegt in Küstennähe am Matawan Creek.